# KimiKiss
KimiKiss (キミキス KimiKisu?) es un juego japonés de simulación de citas para la consola PlayStation 2. Lanzado al mercado por Enterbrain en el 2006, KimiKiss ha sacado la novela en varios medios de comunicación, incluyendo manga, la novela ligera, y ha sido hecho en un anime desde 2007.

## Argumento
Mao regresa de Francia y comienza a vivir en la casa de su amigo de infancia, Kōichi. Comienza a tener amigos y amigas teniendo varios momentos divertidos. Tiene tanto cariño por su amigo de la infancia que se llaman hermanos y cuando él se enamora de Yumi
ella le da todo su apoyo para que el salga con ella. Ella igual comienza una relación con Kai, pero luego se da cuenta de sus sentimientos e intenta olvidarse de que su verdadero amor es Kōichi.

## Personajes
Esta información está basada en la versión anime de KimiKiss: Pure Rouge.

### Principales
Mao Mizusawa (水澤 摩央 Mizusawa Mao?)
Voz por: Haruna Ikezawa
Mao es muy activa, enérgica, y alegre, aunque no tanto por las mañanas. Al comienzo de la serie regresa de Francia para estudiar en Japón, el lugar en donde se crio (aparentemente), a vivir con Kouichi, su amigo de la infancia.Del cual termina enamorándose al final de la serie. Ella, durante la serie se encuentra confundida acerca de sus sentimientos, ya que comenzò una relación con Kai, y trata de olvidar sus sentimientos por Kouichi, pero se da cuenta de quien en verdad estaba enamorada era de Kouichi y termina su relación con Kai.
Kōichi Sanada (真田 光一 Sanada Kouichi?)
Voz por: Satoshi Hino
Él, Kazuki, y Mao son amigos de la infancia. Kouichi es el personaje principal en esta historia. Al principio de la serie se enamora de Hoshino, pero se da cuenta de en verdad está enamorado de Mao. Al final de la serie, Kouichi decide dejar de engañar a Hoshino acerca de sus verdaderos sentimientos, porque se da cuenta de lo que siente por Mao, por lo tanto termina con ella para declararle sus sentimientos a Mao. 
Kazuki Aihara (相原 一輝 Aihara Kazuki?)
Voz por: Takahiro Mizushima
Le gusta jugar al fútbol. Él conoce a Futami en el aula de ciencias, esto sucede al ver un avión de papel que vuela hasta el suelo y cae frente a él, al desdoblarlo, nota que es un examen que tiene un cero de calificación, al fijarse en que venía de la ventana del aula de ciencias corrió para regresárselo al dueño y es cuando conoce a Futami. Constantemente entrena con Sakino a pesar de que el no quiera hacerlo, Kazuki se enamora de Futami debido a los experimentos que ella aplica con él. Se muestra muy persistente debido a que aunque Futami lo rechazo más de una vez, el igual sigue buscándola, eso hace que ella finalmente se enamore de él.
Eiji Kai (甲斐 栄二 Kai Eiji?)
Voz por: Takahiro Sakurai
El compañero de clase de Mao, toca el saxofón y es muy admirador de la música. Es alguien muy reservado y se nota claramente que no sabe nada sobre las citas. Cuando Mao se dio cuenta de lo reservado que era mostró cierto interés por él, al punto de que ellos salieran por un tiempo, pero ella rompe con él después de que ella admite sus sentimientos por Kouichi. Al final terminan siendo buenos amigos.
Yūmi Hoshino (星乃 結美 Hoshino Yūmi?)
Voz por: Ami Koshimizu
Hoshino en una chica muy bonita que tiene un interés amoroso con Kouichi. Ella es un poco tímida, pero con la ayuda de Mao y los demás ella comenzó a hablar un poco más. Al transcurrir la serie sale con Kouichi pero le informa que se va a mudar y se va a cambiar de escuela por lo que ya no podrán estar juntos, Kouichi le promete que la visitara y que esto no cambiara su relación.
Narumi Satonaka (里仲な るみ Satonaka Narumi?)
Voz por: Kaori Mizuhashi
Es una buena amiga de Nana. Ella es experta en cocinar udon.
Asuka Sakino (咲野明 日夏 Sakino Asuka?)
Voz por: Ryō Hirohashi
Sakino es una chica de la clase de Kazuki a la que le gusta el fútbol, debido a que en el instituto no hay un equipo femenil de fútbol ella entrena y juega con el equipo varonil en partidos amistosos. Es muy amiga de Kazuki, el cual le ayuda a entrenar. Es de actitud entusiasta, pero es poco femenina. Ella sabe que Kazuki quiere a Futami, aunque Sakino está enamorada de él, siempre lo apoya en su relación con Futami. Al principio ella no muestra mucho interés en cosas románticas, hasta que descubre sus sentimientos por Kazuki, desde entonces, empieza a mostrar una faceta más femenina y sentir curiosidad en las costumbres de las chicas comunes, como en ropa y revistas para mujeres adolescentes, etc. 
Eriko Futami (二見瑛 理子 Futami Eriko?)
Voz por: Rie Tanaka
Futami es una chica del instituto que tiene un coeficiente intelectual de 190, debido a esto, ella es muy solitaria; sus compañeros la rechazaban por ser muy inteligente, esto provocó que desarrollara una conducta fría y arrogante hacia las personas. Después de conocer a Kazuki ella comienza ser un poco más social con los demás. A ella le gusta llevar a cabo algunos experimentos poco comunes, como por ejemplo, sacar cero en sus exámenes sólo para observar la reacción de sus profesores, al ver que la alumna genio del instituto no aprobó sus exámenes parciales. Uno de estos experimentos lo hace con Kazuki, el cual consiste en hacer cosas que sólo las parejas hacen, como besarse, tomarse de la mano, mirarse fijamente, etc. Para ver que se siente, observar si aumenta su ritmo cardiaco y cosas similares. Según ella, esto lo hace con el fin de responde la pregunta: “¿Por qué las personas se enamoran?”. Debido a estos experimentos, Kazuki termina enamorándose de ella, aunque Futami lo rechaza repetidas veces. Sin embargo al final ella también se enamora de Kazuki aunque permanece un poco confundida con sus sentimientos hacia él. Ella sabe que a Sakino le gusta Kazuki, por ello, tiene miedo de que Kazuki prefiera a Sakino en vez que a ella. A pesar de que ella es muy inteligente y debido a que lleva una vida solitaria, Futami tiene un muy mal gusto, pues siempre almorzaba sola y nadie le decía que lo que tiene un buen o mal sabor; Kazuki se da cuenta de esto al verla almorzar papas fritas a las cuales Futami les agregaba mayonesa y miel, además de que en las sesiones de los experimentos, él tenía que tomar el café con sabor extraño que Futami le preparaba.
Mitsuki Shijō (祇条 深月 Shijō Mitsuki?)
Voz por: Mamiko Noto
Una muchacha rica que toca muy bien el piano. Es un poco tímida y no ha tenido muchos amigos por su estatus social. su familia ha decidido que ella se casara con alguien que ella hasta los momentos no conoce, ella quiere aprender a amar para así cuando conozca a esa persona poder enamorarse de ella.
Megumi Kuryū (栗生恵 Kuryū Megumi?)
Voz por: Mai Nakahara
Presidenta de clase en la clase de Kouichi, tiene un carácter Tsundere que se nota más al final de la serie, es muy estricta cuando se trata de orden quiere que las normas del colegio se respeten plenamente por todos los estudiantes así que constantemente pelea con aquellos que no cumplen las normas, parece que le gustara Akira Hiiragi.

### Secundarios
Nana (菜々 Nana?)
Voz por: Sakura Nogawa
Ella es la hermana de Kazuki.
Akira Hiiragi (柊明良 Hiiragi Akira?)
Voz por: Jun Fukuyama
Presidente de club de Investigación fílmica. Está interesado en Mitsuki Shijou.
Tomoko Kawada (川田知子 Kawada Tomoko?)
- Voz de:Ayako Kawasumi

La profesora de la escuela para lengua moderna japonesa y consejera de club nadador. Es la profesora de salón principal de Mao.

## Media

### Manga
Varias adaptaciones de KimiKiss al manga fueron hechas.
- KimiKiss ~lyrical contact~ (キミキス ～lyrical contact～), por Gangan Powered
- KimiKiss ~various heroines- (キミキス ～various heroines～), por Young Animal
- KimiKiss ~sweet lips~ (キミキス ～スウィートリップス～), por Champion RED Ichigo

### Novela ligera
Las series de Novela ligera fueron publicadas por Famitsu Bunko.

### Anime
El anime, titulado Kimikiss ~ pure rouge, comenzó a salir en Japón el 6 de octubre de 2007. La serie es producida por J.C. El personal y dirigido por Kenichi Kasai, cuyos logros de dirección incluyen Nodame Cantabile y Honey and Clover. La serie enfocará más en las muchachas y sus vidas diarias y el género será romántico. Además hay una Ova llamada "Love fighter" donde la protagoniza Kuryuu Megumi.

#### Lista de episodios
Esta información está basada en la versión anime de KimiKiss: Pure Rouge
1.meet again
- Fecha de estreno:2007-10-06

2.cool beauty
- Fecha de estreno:2007-10-20

3.book mark
- Fecha de estreno:2007-10-27

4.step in
- Fecha de estreno:2007-11-03

5.jump up
- Fecha de estreno:2007-11-10

6.each melancholy
- Fecha de estreno:2007-11-17

7.dear actress
- Fecha de estreno:2007-11-24

8.close to you
- Fecha de estreno:2007-12-01

9.water girls
- Fecha de estreno:2007-12-08

10.miss tone
- Fecha de estreno:2007-12-15

11.tear drops
- Fecha de estreno:2007-12-22

12.passing rain
- Fecha de estreno:2008-01-05

13.crossroad
- Fecha de estreno:2008-01-12

14.summer holidays
- Fecha de estreno:2008-01-19

15.now's the time
- Fecha de estreno:2008-01-26

16.stand in
- Fecha de estreno:2008-02-02

17.her answer
- Fecha de estreno:2008-02-09

18.rainy blue
- Fecha de estreno:2008-02-16

19.true heart
- Fecha de estreno:2008-02-23

20.uncontrollable
- Fecha de estreno:2008-03-01

21.cutting memory
- Fecha de estreno:2008-03-08

22.time goes by
- Fecha de estreno:2008-03-15

23.miss you
- Fecha de estreno:2008-03-22

24....and meet again
- Fecha de estreno:2008-03-22

25.love fighter
- Ova